# Jean Charles François de Ladoucette

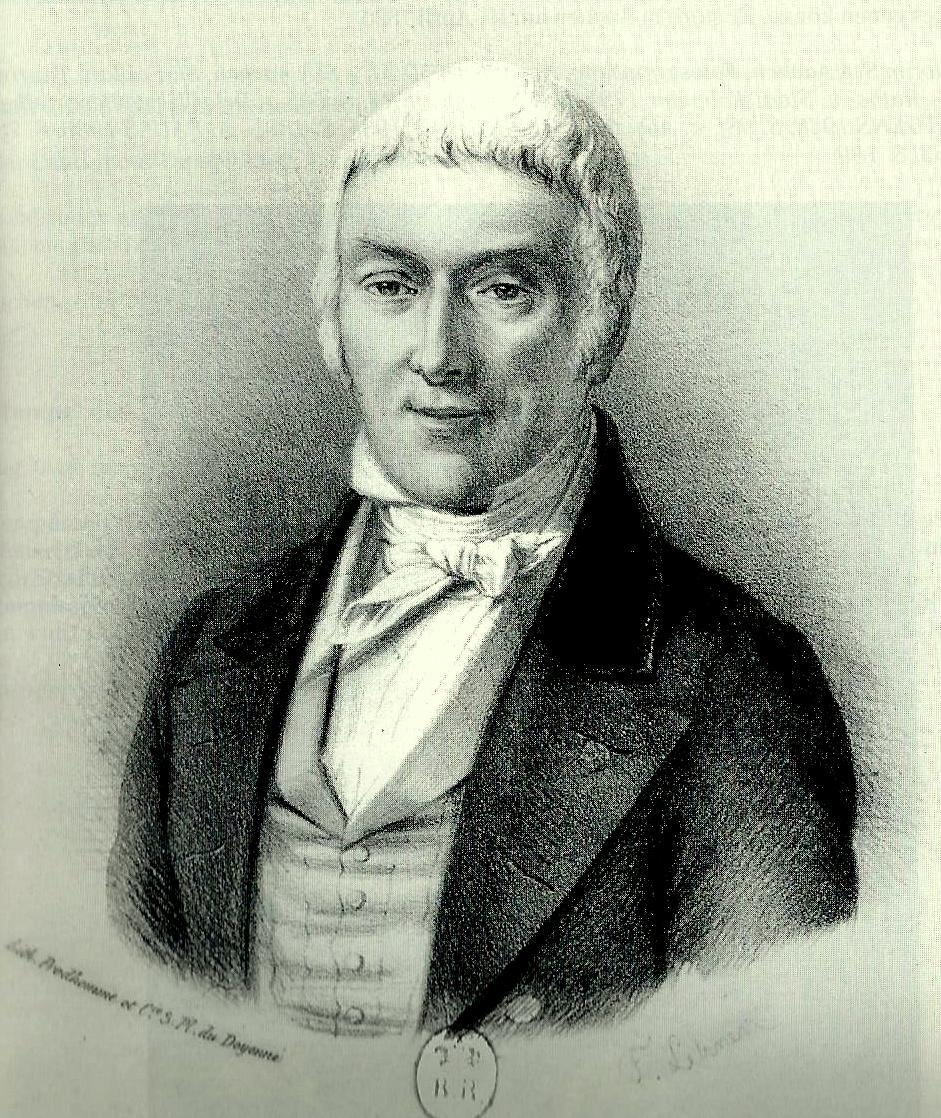
Jean Charles François de Ladoucette, Lithografie

Jean Charles François de Ladoucette (* 4. Oktober 1772 in Nancy; † 10. März 1848 in Paris) war ein französischer Politiker und Schriftsteller.

## Leben
Der spätere Charles-François, Baron de Ladoucette, wurde am 4. Oktober 1772 als Bürgerlicher mit dem Namen Jean Charles François Ladoucette im lothringischen Nancy geboren. Nach seinem Jurastudium an der Fakultät der Rechte von Nancy ging Ladoucette 1791 mit der Lizenz, im Zivil- und Kirchenrecht zu praktizieren, nach Metz, wo seine Familie herstammte. Hier nahm er seine Arbeit als Advokat auf und begann, sich politisch zu engagieren. Ab 1793 wurde er im Auftrag der jungen französischen Republik wiederholt zu außenpolitischen Einsätzen in die Schweiz geschickt, wo er Deutsch lernte. In Basel machte Ladoucette die Bekanntschaft von Suzanne Charlotte Gobert, die er um das Jahr 1800 heiratete.
1802 begann Ladoucettes beruflicher Aufstieg, der untrennbar verbunden ist mit der Person Napoléon Bonapartes. Als Überwinder der chaotischen Zustände im nachrevolutionären Frankreich sorgte Napoleon Bonaparte ab Ende 1799 mit großem Organisationsgeschick und mit harter Hand für eine moderne Infrastruktur des neuen Staates, die in vielen Bereichen bis heute überlebt hat. Unter anderem schuf Napoléon Bonaparte ein zentralistisches Verwaltungssystem in allen französischen Departements mit einem Präfekten an der Spitze. Zu einem solchen Präfekten wurde Ladoucette am 13. April 1802 ernannt, und zwar im Département Hautes-Alpes in den französischen Hochalpen mit Sitz in Gap (zwischen Grenoble und Nizza).
Im Departement Hautes-Alpes veranlasste Ladoucette den zügigen Ausbau der Infrastruktur: Brückenbau, Uferbefestigungen, Kanalisierungen, das Trockenlegen von Sümpfen und schließlich der Bau der Straße auf den Alpenpass Col de Montgenèvre. Dieser Straßenbau, für den Ladoucette 25.000 Francs aus eigener Tasche vorlegte, bedeutete für das Departement eine ganzjährig befahrbare Verkehrsanbindung nach Italien. Sein besonderes Engagement für den Straßenbau brachte Ladoucette den Spitznamen „Grand Routier“ ein, was soviel bedeutet wie „der große Straßenbauer“, aber auch übersetzt werden kann mit „der viel unterwegs ist“.
Die Stadt Gap ließ zu Ehren Ladoucettes im Jahre 1866 postum ein Standbild auf der Place Ladoucette aufstellen. Außerdem ist dort eine Straße nach ihm benannt (Cours Ladoucette). In Rosans (Hautes-Alpes) steht noch heute ein Brunnen, den die Einwohner 1806 als Zeichen der Dankbarkeit für den Straßenbauer errichten ließen (Fontaine Ladoucette).
1809 verließ Ladoucette das Département Hautes-Alpes, weil er am 31. März zum Präfekten des Rur-Départements mit Sitz im Londoner Hof in Aachen ernannt wurde. Ladoucette hatte sich aus Gap wegbeworben mit der offiziellen Begründung, dass das raue Klima in den Hochalpen seiner Gesundheit schade. Am 20. Mai 1809 übernahm der gut Deutsch sprechende neue Präfekt in Aachen seine Amtsgeschäfte. Kurz nach seiner Ankunft in Aachen wurde Ladoucette am 15. August 1809 von Napoléon Bonaparte an dessen Geburtstag geadelt. Der Napoleon-Freund erhielt den nach der Revolution im Kaiserreich neugeschaffenen Adelstitel eines Baron de l’Empire. Als Teil seines Barons-Wappen wählte Ladoucette trois feuilles de doucette (drei Blätter Feldsalat). Von seinen fünf Kindern wurde die jüngste Tochter Amélie 1813 während seiner Zeit als Präfekt in Aachen geboren. Ladoucette bewarb sich nicht auf einen anderen Präfekturposten im französischen Mutterland, sondern blieb bis zur Auflösung des Rur-Départements im Januar 1814 in Aachen. Vor den heranrückenden preußischen und kosakischen Truppen flüchtete Ladoucette mit seiner Familie über Lüttich nach Paris.
Erst mit der Rückkehr Napoléon Bonapartes aus Elba im März 1815 erhielt Ladoucette wieder eine Präfektur. So wurde er am 22. März 1815 erneut zum Präfekten des Départements Hautes-Alpes in Gap ernannt, trat dieses Amt allerdings nicht an, sondern wurde am 28. März 1815 Präfekt des Departements Moselle in Metz. Nach der Schlacht von Waterloo und der endgültigen Abdankung Napoléon Bonapartes am 22. Juni 1815 musste Ladoucette seinen Posten allerdings schon Mitte Juli 1815 wieder räumen. Im Zuge der Restauration in Frankreich wurde er noch im gleichen Jahr im Alter von 43 Jahren aus dem Staatsdienst entlassen.
Danach widmete Ladoucette sich verschiedenen Forschungen und literarischen Tätigkeiten. Er überarbeitete die Aufzeichnungen aus seiner Präfektenzeit und ging an deren Veröffentlichung. Daneben verfasste er ein breites literarisches Werk, das Erzählungen, Theaterstücke, Apologien, Romane und Fabeln umfasst. Ladoucette lebte überwiegend in Paris (8, rue de Chantereine, heute: Rue de la Victoire) und wurde 1819 Präsident der Société royale des Antiquaires de France. 1803 hatte er einen Landsitz in Viels-Maisons (zwischen Reims und Paris) erworben. Ladoucette pendelte häufig zwischen Paris und seinem Landsitz, wo er vor allem in den wärmeren Monaten landwirtschaftliche Studien betrieb und sich um die Wiederherstellung der verfallenen Gärten des ehemaligen Schlosses kümmerte. In den heute noch der Familie Ladoucette gehörenden Gärten Jardins de Viels-Maisons stößt man in einer Buchsbaumhecke auf eine Bronzebüste des Ahnherrn.
Erst 1834 gelang es Ladoucette, unter dem Bürgerkönig Louis-Philippe I. in die Welt der französischen Politik zurückzukehren. Er wurde Abgeordneter von Briey (damals Département Moselle) in der Pariser Chambre des Députés und behielt diesen Posten bis zu seinem Tod am 10. März 1848 in Paris.
Seit 1835 war er Mitglied der Académie royale des Sciences, des Lettres et des Beaux-Arts de Belgique.

## Leistungen

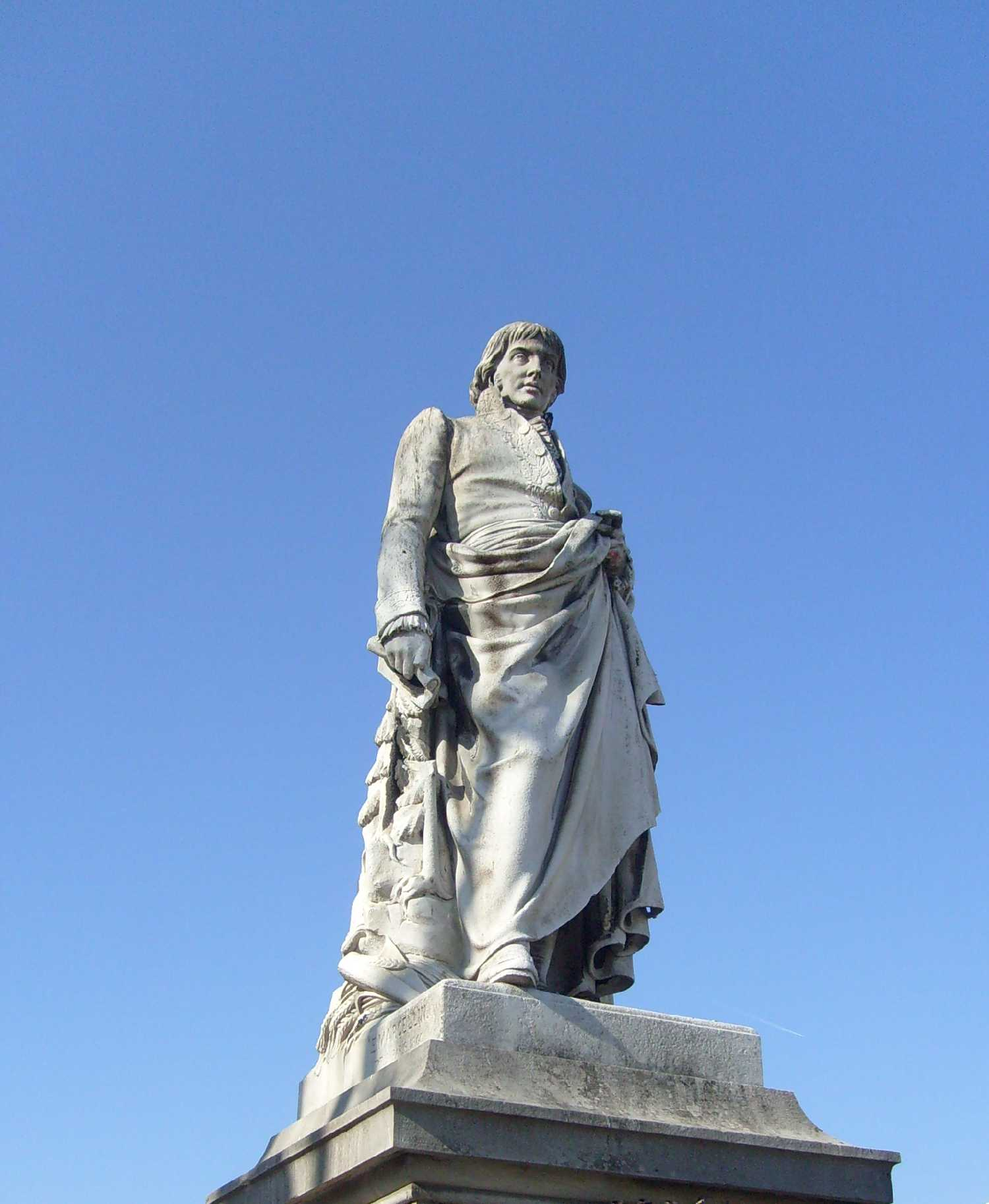
Statue Ladoucettes von Jean Marcellin in Gap

Im Departement Hautes-Alpes veranlasste Ladoucette den zügigen Ausbau der Infrastruktur: Brückenbau, Uferbefestigungen, Kanalisierungen, das Trockenlegen von Sümpfen und schließlich der Bau der Straße auf den Alpenpass Col de Montgenèvre, für den er 25.000 Francs aus eigener Tasche vorlegte, bedeuteten für das Departement den Anschluss an die restliche Welt. Die Stadt Gap ließ ihm zu Ehren im Jahre 1861 ein Standbild aufstellen. Außerdem ist eine Straße nach ihm benannt. Auch heute noch wird er als Wohltäter Gaps verehrt. In Metz erinnerte eine Büste Ladoucettes von Emmanuel Hannaux an ihn. Ladoucette veröffentlichte über Gap 1806 eine archäologische Studie und 1820 eine Abhandlung über Geschichte, Dialekte und Bräuche der Hochalpen. Das Rurdepartement stellte er in einer Reisebeschreibung in Briefen 1818 detailliert dar. Die Geschichte der Hochalpen wurde erst 1995 wieder aufgelegt und die Reise durch das Land zwischen Maas und Rhein 2009 auf Deutsch. Sein literarisches Werk dagegen ist aus heutiger Sicht eher unbedeutend.

## Werke
- Archéologie de «Mons Seleucus», ville romaine dans le pays des Voconces, aujourd’hui Labatie-Mont-Saléon, préfecture des Hautes-Alpes. Allier, Gap 1806.
- Histoire, antiquités, usages, dialectes des Hautes-Alpes. Fantin, Paris 1820. Neuausgabe: Lafitte, Marseille 1994, ISBN 2-86276-257-1.
- Voyage fait en 1813 et 1814 dans le pays entre Meuse et Rhin. Suivi de notes. Avec une carte géographique. Laruelle Fils/Alexis Eyméry, Paris/Aix-la-Chapelle, 1818.
- Des Ubiens, de Colonia Agrippina, coup d’oeil sur l’histoire de Cologne jusqu’à nos jours, in: Mémoires de la Société royale des antiquaires de France, Paris 1823, S. 507–527.
- Robert et Léontine, ou la Moselle au XVIe siècle. Paris 1843.
- Fables. Lugan, Paris 1827. Bertrand, Paris 1842.
- Robert et Léontine, histoire du seizième siècle. I.-III. Paris 1827.
- Le Troubadour ou Guillaume et Marguerite. Masson, Paris 1824.
- Novelles, contes, apologues et mélanges. Fantin, Paris 1822.
- Jean Charles François Baron de Ladoucette: Reise im Jahre 1813 und 1814 durch das Land zwischen Maas und Rhein. Hrsg.: Birgit Gerlach. 1. Auflage. Antiquariat Am St. Vith, Mönchengladbach 2009, ISBN 978-3-00-028810-4.